# グレン・ディンプレックス
グレン・ディンプレックス (Glen Dimplex) は、暖房器具製造会社の一つである。電気蓄熱暖房機・オイルヒーター・ファンヒーター・セラミックファンヒーター・電気ストーブなどを始めとする電気暖房器具をメインに、給湯器や温水器など住設機器の製造・販売を行っている。

## ブランド
| - Belling - Creda - Dimplex - ewt - Glen - Goblin - LEC Refrigeration - Morphy Richards | - New World - NOBØ - Redring - Roberts Radio - Stoves - Frerings - Xpelair |

## 関連会社
- ディンプレックスジャパン